# 小隊

NATO軍の歩兵小隊を表す兵科記号

小隊（しょうたい）とは、通用語としては、小人数の一隊をいう。一方、軍事分野では、軍隊編制上の一単位であり、中隊より下位で分隊より上位の部隊を指す。
英語（事実上の国際共通語）では "platoon"（en,wikt:en:. 1706年初出、日本語音写形：プラトゥーン、慣習音写形：プラトーン）で、略語には "plat." と "Pt" がある。なお、日本語音写形の「プラトゥーン」および「プラトーン」は、外来語として全く通用しないものでもない。
軍事分野でいうところの「小隊」は、おおむね2 - 4個の分隊で編成され、兵科、装備、時代・任務内容などによって規模はさまざまであるが、おおむね10 - 50名程度の兵員を有する。下位に「分隊」を設ける場合には、30 - 50名程度となることが多い。指揮官には、下級将校または上級下士官が補職される。

## 起源
中世時代以前の部隊編成は百人隊長などおおむね100名程度を1名の指揮官が指揮する編成でその下には10名単位の分隊しかなく現代の小隊は存在しなかった。
小隊はもともと組織ではなく射撃単位だったが、このシステムは1618年にスウェーデンのグスタフ2世によって発明されたと言われている。 1670年代のフランス陸軍では、大隊は18個小隊に分割され、3個の射撃単位に分割された。戦闘中の各小隊は交互に発砲と再装填を繰り返す。このシステムは、イギリス、オーストリア、ロシア、オランダの軍隊でも使用された。

## 歩兵小隊

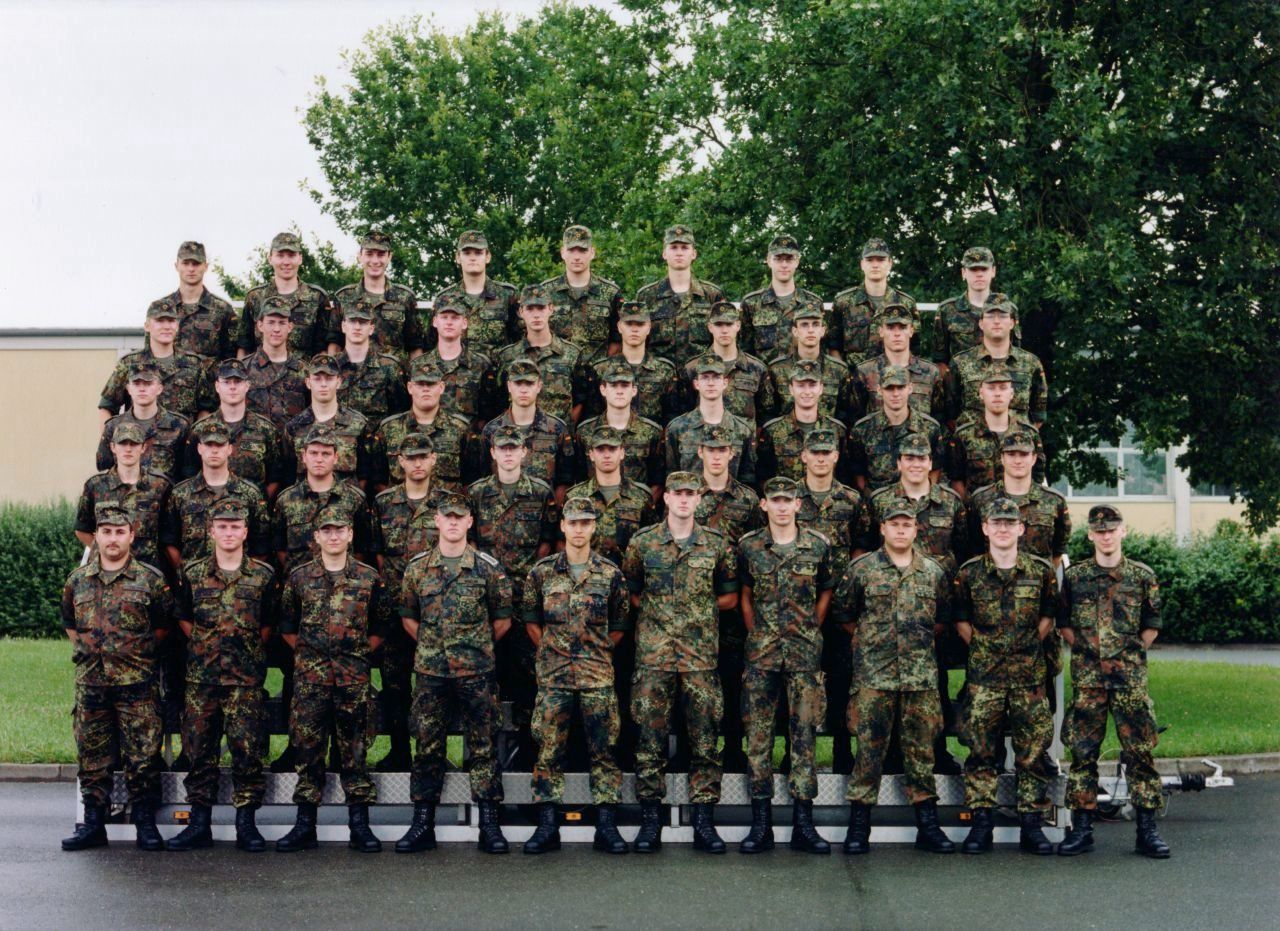
ドイツ連邦軍陸軍小隊。1個隊は小隊長を含め50名で編成される。

小隊は、士官が指揮を執る最小の部隊である。これは、軍務の経験が浅い者が、隊長になって数十名の部下を指揮することを意味する。それもあって、歩兵が密集あるいは整列して戦った時代に、小隊の役割は小さかった。隊形の変更・前進・射撃などの命令を発するのは中隊長であり、個々の兵士を監督するのは下士官の仕事で、小隊と小隊長は中継点にすぎなかった。
ところが、隊形を崩した散兵戦術が有利とされると、中隊全員が1か所にまとまって戦闘に入る機会は減った。日本では既に日露戦争で小隊を射撃の指揮単位にしたが、戦後は小隊長の経験・能力不足を理由に中隊に引き上げた。しかし結局さらに徹底して細分せざるをえず、射撃の単位は数名レベルまで下りることになった。
小戦闘が増えた日中戦争では、小隊長にも複雑な戦術判断が求められるようになった。そのため、実戦経験に乏しい若年の小隊長が、勤務期間や召集期間の長い下士官や古参兵に侮られる場面が出てくるようになった。この種の問題と解決方法は各国とも同じで、小隊の最上位の下士官を小隊軍曹などとして小隊長の補佐に付け、実務上の指導的な役割を任せている。

## 飛行小隊
空軍においては、英語 "flight" の数ある語義の一つに「（アメリカ空軍の）飛行小隊」がある。日本語でもこれを外来語として導入し、「フライト」と称する例がある。flight はおおむね3機から6機の航空機によって編成されており、大尉が指揮官となる。また、flight は2機ずつの編隊（エレメント/セクション）に分割されて運用されるのが通例である。

## 旧日本軍の小隊

### 歩兵小隊
歩兵中隊内の小隊は小銃分隊数個、軽機関銃分隊数個から成る。3小隊で中隊を編成する。歩兵機関銃中隊内の小隊は戦銃小隊と弾薬小隊とがあり、戦銃小隊は機関銃1丁を有する分隊2個から成り、弾薬小隊は3分隊から成る。戦銃2小隊、弾薬1小隊で機関銃中隊を編成する。歩兵砲隊内の小隊は歩兵砲1門を有する分隊2個および弾薬分隊から成り、3小隊で砲隊を編成する。

### 戦車小隊
通常、砲戦車3両、重戦車2両から成り、戦車隊の戦闘単位であり、小隊長の号令または命令によって動作を実行し得る。戦車中隊は数個の小隊および中隊段列から成る。

### 騎兵小隊
騎兵中隊内の小隊は数個分隊から成り、4小隊で中隊を編成する。騎兵機関銃中隊内の小隊は歩兵機関銃中隊内の小隊の編成に準じる。

### 砲兵小隊
砲兵中隊（野砲兵中隊、騎砲兵中隊、山砲兵中隊）内の小隊は、砲車1門および弾薬車を有する分隊2個から成り、2小隊で中隊戦砲隊を編成する。野戦重砲兵の十五榴（15cm榴弾砲）中隊戦砲隊は砲車小隊2個、弾薬小隊1個から成り、砲車小隊は砲車1門を有する分隊2個から成り、弾薬小隊は弾薬車4両から成る。同じ野戦重砲兵の十加（10cm加農）中隊戦砲隊はこれに準じるが、弾薬小隊は弾薬車2両から成る。

### 工兵小隊
歩兵中隊内の小隊の編成に準じるが、軽機関銃分隊無し。

### 輜重兵小隊
輓（駄）馬分隊数個から成る。

## 陸上自衛隊の小隊
陸上自衛隊の小隊は自衛隊法施行令（昭和29年6月30日政令第179号）第32条に基づき、平成12年10月27日陸上自衛隊訓令第25号（陸上自衛隊の部隊の組織及び編成に関する訓令）第2条により定められている。幹部だけでなく准陸尉や陸曹長、1等陸曹といった上級陸曹クラスが小隊長を命ぜられることもある。

### 概要
基本的に中隊より小規模で編制された部隊であり、原則として使用する火器・機材・車両は中隊所有の物を使用するが、整備大隊直轄に編制された直接支援小隊は使用する火器や車両の所有は小隊扱いとなり、当該部隊は実質的に中隊規模として運用されている。また、当該小隊長は外出・懲戒処分に関する権限も有するので通常の小隊とは別格に扱われる。
小隊編成に関しては以下に記す（雑誌類に公表されている内容を主体）。

#### 構成
- 小隊長：1等陸尉〜1等陸曹が充てられる、原則として尉官の補職ポストであるが、近年の幹部充足不足もあり陸曹長や上級陸曹課程を教育修了した1等陸曹も補職される場合がある[注 3]。
- 副小隊長：2等陸尉もしくは3等陸尉で、主に偵察隊隷下の偵察小隊に置かれるポスト[注 4]。
- 小隊陸曹：陸曹長〜1等陸曹で小隊の最先任陸曹が指定される。主に小隊長に対する助言や補佐、状況によっては小隊を指揮するために経験の長い上級陸曹が指定される。
- 指導陸曹：服務指導など、小隊の各種服務関係の指導を行う。大抵は班長の中の最先任者が指定される。
- 班長：営外・営内者の服務関連の直接的な指導を行う。訓練などにおいては小隊長の命令の下、直接班員を指揮する。
- 副班長：営内者の指導や訓練において班長を補佐する。

通常、小隊の隷下は2個以上の班もしくは分隊が置かれる。

### 普通科の小隊

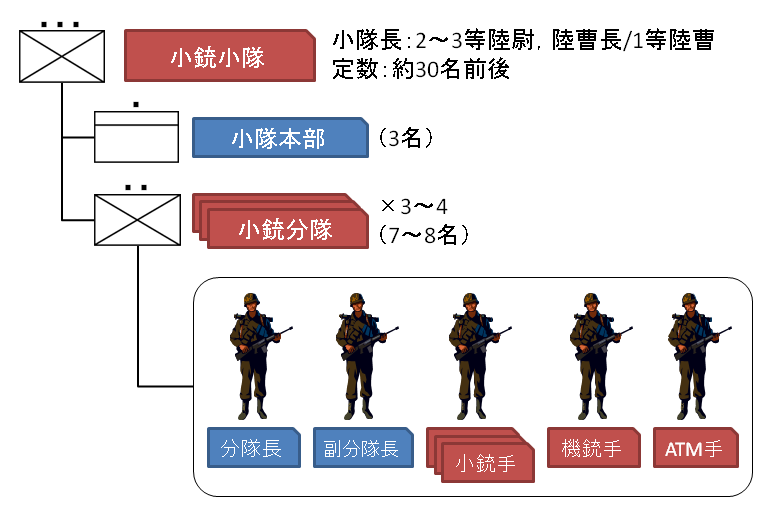
陸上自衛隊普通科 小銃小隊の標準的な編制図。

小銃小隊（しょうじゅうしょうたい）は、普通科中隊隷下等に編成される普通科の近接戦闘部隊である。
2 - 3個小銃班（分隊）で編成される。班は10名、分隊は7 - 8名で編成され、主に小銃や機関銃・無反動砲などの小火器を使用して任務に当たる。車両は高機動車3 - 4両もしくは軽装甲機動車7両（1個小銃班は2両）で運用される。
迫撃砲小隊（はくげきほうしょうたい）は、普通科中隊隷下等に編成される普通科の火力戦闘部隊である。
2個以上の射撃分隊および観測班となるFOおよび算定・射撃指揮を行うFDCを有し、73式小型トラック2両以上および高機動車1両、73式中型トラック1両などで構成される。重迫撃砲中隊における迫撃砲小隊は2 - 3個射撃分隊を編成し、他にFOとFDCを編成する。重迫牽引車2 - 3両および指揮用として73式小型トラック2両・資材用に73式大型トラック以上で編成される。
無反動小隊（むはんどうしょうたい）は、廃止された普通科中隊隷下の普通科（対戦車）部隊である。自走無反動砲、小型トラック搭載無反動砲を装備していた。
対戦車小隊（たいせんしゃしょうたい）は、普通科中隊隷下の普通科（対戦車）部隊である。普通科中隊隷下は通常2個射撃分隊を編成し、無反動砲分隊と87式対戦車誘導弾分隊などに分類される。
対舟艇対戦車小隊（たいしゅうていたいせんしゃしょうたい）は、本部管理中隊隷下の普通科（対戦車）部隊である。普通科中隊の対戦車小隊を廃止して、本部管理中隊隷下に中距離多目的誘導弾を装備した対舟艇対戦車小隊として集約した。
重迫撃砲小隊（じゅうはくげきほうしょうたい）は、重迫撃砲中隊、普通科連隊（軽）本部管理中隊隷下の普通科部隊である。旅団化に伴い軽普通科連隊への改編に伴い重迫撃砲中隊を廃止して、本部管理中隊隷下に重迫撃砲小隊として編入した。
情報小隊（じょうほうしょうたい）は、本部管理中隊隷下の普通科部隊である。
偵察小隊（ていさつしょうたい）は、本部管理中隊隷下の普通科部隊である。
通信小隊（つうしんしょうたい）は、本部管理中隊隷下の普通科部隊である。
衛生小隊（えいせいしょうたい）は、本部管理中隊隷下の普通科部隊である。
施設作業小隊（しせうさぎょうしょうたい）は、本部管理中隊隷下の普通科部隊である。普通科連隊においては施設作業小隊が編成され施設科任務を行っている。
施設小隊（しせつしょうたい）は、第11普通科連隊に編成される本部管理中隊隷下の普通科部隊である。
補給小隊（ほきゅうしょうたい）は、本部管理中隊隷下の普通科部隊で大型トラック等を装備して弾薬、燃料等の補給等の後方支援を行う。
管理整備小隊（かんりせいびしょうたい）は、廃止された本部管理中隊隷下の普通科部隊で装備品の整備等の後方支援を行っていた。
輸送小隊（ゆそうしょうたい）は、廃止された本部管理中隊隷下の普通科部隊で大型トラック等を装備していた。連隊長・幕僚等輸送用に73式小型トラック8両と普通科中隊輸送用に73式大型トラック10両程度が配備され、野営や演習等ではそれぞれ小銃小隊等に配属され、輸送業務を担当していたが、普通科中隊に高機動車が導入され車両化されると廃止された。
APC小隊（エーピーシーしょうたい）は、第11普通科連隊の普通科中隊に編成されていた装甲車を装備する小隊である。平成12年3月には、補職がある。

### 野戦特科部隊等の小隊
基本的に野戦砲は中隊規模以上が基本である
戦砲隊（せんぽうたい）は、射撃中隊隷下の野戦特科部隊である。野戦砲を装備する射撃中隊には戦砲隊が編成されて5個砲班（砲1門）を戦砲隊長が指揮する。
指揮小隊（しきしょうたい）は、地対艦ミサイル連隊、特科大隊の射撃中隊隷下の野戦特科部隊である。射撃統制装置等を装備する。
射撃小隊（しゃげきしょうたい）は、地対艦ミサイル連隊、特科大隊の射撃中隊隷下の野戦特科部隊である。地対艦ミサイル発射機等を装備する。
標定小隊（ひょうていしょうたい）は、地対艦ミサイル連隊の本部管理中隊隷下の野戦特科部隊である。
通信小隊（つうしんしょうたい）は、本部管理中隊隷下の野戦特科部隊である。
情報小隊（じょうほうしょうたい）は、情報中隊隷下の野戦特科部隊である。情報中隊の編成前は、特科連隊本部中隊の隷下に編成されていた。
弾薬小隊（だんやくしょうたい）は、特科大隊の射撃中隊隷下の野戦特科部隊である。

### 高射特科部隊等の小隊
高射小隊（こうしゃしょうたい）は、即応機動連隊本部管理中隊、旅団高射特科中隊などの隷下の高射特科部隊である。射撃装置を搭載した車両3両以上で構成される。
情報小隊（じょうほうしょうたい）は、高射特科大隊本部管理中隊、旅団高射特科中隊隷下の高射特科部隊である。対空レーダ装置等を装備する。

### 機甲科部隊の小隊
偵察を任務とする偵察小隊や通信小隊、衛生小隊などが本部管理中隊に編成される他、旅団などの隷下の戦車中隊においても偵察や施設作業・衛生などの各種支援任務を担う管理小隊を編成している例がある。戦車連隊においては施設小隊が隷下に編成される。
戦車小隊（せんしゃしょうたい）は、戦車連隊、方面戦車隊、旅団戦車隊、機甲教導連隊の戦車中隊隷下に編成される機甲科（戦車）部隊である。
戦車連隊などにおける戦車小隊は1個小隊に小隊長車含む3 - 4両の戦車で構成される。戦車1両は3名 - 4名の搭乗員で構成されており、戦車小隊3個以上をもって戦車中隊を編成する。
偵察小隊（ていさつしょうたい）は、戦車連隊本部管理中隊、戦車隊本部付隊、偵察隊隷下に編成される偵察を任務とする機甲科（偵察）部隊である。
- 戦車連隊の偵察小隊は、87式偵察警戒車等を装備する。
- 偵察隊の偵察小隊は、人員は約30名で構成、本部班の他には2 - 3個の偵察班を隷下に持ち、他の職種における小隊と違い中隊に準じた独立的な運用がなされる[注 5]。偵察隊隷下の偵察小隊長は1尉が補職される他に、他の小隊と違い独立的な運用を行う観点から2尉もしくは3尉の副小隊長職が設けられている。
- 廃止された戦車大隊には、装甲車等を装備した偵察小隊が編成されていた。
- 廃止された旅団長直轄の戦車中隊には、軽装甲機動車等を装備した偵察小隊が編成されていた。

電子偵察小隊（でんしていさつしょうたい）は、偵察隊に編成される機甲科（偵察）部隊である。各種レーダ、センサ等を装備する。
戦闘偵察小隊（せんとうていさつしょうたい）は、第7偵察隊に3個編成される機甲科（偵察）部隊である。小隊本部、戦車分隊、小銃分隊、迫撃砲分隊からなる。90式戦車、73式装甲車および81mm迫撃砲を装備する。
斥候小隊（せっこうしょうたい）は、第7偵察隊に1個編成される機甲科（偵察）部隊である。小隊本部、斥候分隊からなる。87式偵察警戒車を装備する。
施設小隊（しせつしょうたい）は、戦車連隊の本部管理中隊隷下に編成される部隊である。戦車橋等を装備する。
整備小隊（廃止）（せいびしょうたい）は、戦車部隊の本部管理中隊等隷下に編成されていた機甲科部隊である。後方支援体制の変更により廃止された。
衛生小隊（えいせいしょうたい）は、戦車部隊の本部管理中隊等隷下に編成される機甲科部隊である。
補給小隊（ほきゅうしょうたい）は、戦車部隊の本部管理中隊等隷下に編成される機甲科部隊である。
装甲輸送小隊（そうこうゆそうしょうたい）は、大隊規模の装甲輸送隊隷下に編成されていた機甲科部隊である。
補給整備小隊（ほきゅうせいびしょうたい）は、大隊規模の装甲輸送隊隷下に編成されていた機甲科部隊である。

### 施設科部隊の小隊
施設群、施設大隊、施設中隊、施設隊などにはそれぞれの機能毎に小隊が編成されており、ダンプ・ドーザー・渡河小隊などが編成されている。
施設小隊（しせつしょうたい）は、施設中隊、水際障害中隊、施設隊等隷下に編成される施設科部隊である。
ダンプ車両小隊（ダンプしゃりょうしょうたい）は、ダンプ車両中隊隷下に編成される施設科部隊である。
渡河交通小隊
架橋小隊
軽架橋小隊
渡河器材小隊
施設器材小隊
整備小隊

#### 施設教導隊内の小隊
- 架橋中隊
  - 架橋小隊
  - パネル橋小隊
  - 浮橋小隊
- 施設器材中隊
  - 交通小隊
  - 特殊器材小隊
- 水際障害中隊
  - 施設小隊
  - 組立装填小隊

### 需品科部隊の小隊
後方支援連隊補給隊・後方支援隊補給中隊における補給品の管理と交付を行う補給小隊および補給品の整備などを行う業務小隊が編成されている。方面後方支援隊隷下である全般支援隊（大隊）補給中隊の補給小隊・業務小隊が編成されており、派遣隊と称する小隊規模の部隊が一部編成されている。方面総監部・師団などの隷下の司令部付隊には司令部の補給資材などを管理する管理小隊などが編成されている。
補給小隊（ほきゅうしょうたい）
需品補給小隊（じゅひんほきゅうしょうたい）
部品補給小隊（ぶひんほきゅうしょうたい）
業務小隊（ぎょうむしょうたい）
管理小隊（かんりしょうたい）
投下支援小隊（とうかしえんしょうたい）は、西部方面後方支援隊本部付隊（目達原駐屯地）隷下の小隊である。陸上自衛隊唯一の空中投下補給専門部隊で、航空機からパラシュートを使って各種補給品等を現地に届ける任務を持つ。

### 輸送科部隊の小隊
各輸送部隊にはそれぞれの任務に応じた輸送小隊などが編成されており、それぞれ人員30名程度で編成、陸上自衛隊中央輸送隊隷下である方面分遣隊の端末地業務班と称する小隊規模の部隊が編成されている（旧方面輸送隊輸送業務隊の端末地業務班：2018年（平成30年）3月26日に廃止）。
輸送小隊（ゆそうしょうたい）は、特大型トラック、またはトレーラを装備運用する輸送科部隊である。方面総監部・師団などの隷下の司令部付隊には要人らの輸送を担当する輸送小隊などが編成されている。
トレーラ小隊（トレーラしょうたい）は、トレーラを装備運用する輸送小隊の俗称である。

### 武器科部隊の小隊
武器大隊編成時は武器や火砲などの高段階整備を担当する武器小隊および車両などの整備を担当する車両整備小隊などが編成されていたが、整備大隊に改編してからは火器車両整備中隊などに改編されており、それぞれ車両整備小隊と火器整備小隊とに分類される。また、それ以外にも誘導武器整備小隊や通信電子整備小隊などもそれぞれの部隊の特性により編成運用されている。師団隷下、後方支援連隊第2整備大隊・旅団隷下、後方支援隊第2整備中隊の整備小隊は整備支援担当の部隊の種別を冠した直接支援小隊となる（例：普通科直接支援小隊、戦車直接支援小隊）。方面後方支援隊隷下である全般支援隊（大隊）整備中隊および直接支援隊（大隊）整備中隊・直接支援中隊の整備小隊・直接支援小隊が編成されており、派遣隊と称する小隊規模の部隊が一部編成されている。
武器小隊
車両整備小隊
火器整備小隊
誘導武器整備小隊
直接支援小隊
普通科直接支援小隊
特科直接支援小隊
戦車直接支援小隊
偵察直接支援小隊

### 衛生科部隊の小隊
衛生部隊の小隊には隊員の治療を担当する治療小隊や救急車の運用を行う救急車小隊などが編成されている。各部隊本部隷下には衛生小隊が編成されている。
衛生小隊
治療小隊
救急車小隊

### 通信科部隊の小隊
通信小隊
通信部隊にはそれぞれの任務毎に通信小隊が編成されている。方面通信群基地通信中隊にはそれぞれ派遣隊と称する小隊規模の部隊が編成されている。
主合通小隊
支援合通小隊
通信支援小隊
対電子小隊
システム管理小隊
補給整備小隊

### 化学科の小隊
発煙小隊（はつえんしょうたい）は、発煙機３形を装備する化学科（発煙）部隊。
対焼夷小隊（たいしょういしょうたい）は、液体散布車、粉末散布車を装備する化学科（対焼夷）部隊。
偵察小隊（ていさつしょうたい）は、NBC偵察車を装備する化学科（偵察）部隊。
除染小隊（じょせんしょうたい）は、除染車3型（B）を装備する化学科（除染）部隊。

### 諸職種混成部隊の小隊
火器車両整備小隊
施設整備小隊
通信電子整備小隊
工作回収小隊
普通科直接支援小隊
特科直接支援小隊
高射直接支援小隊
戦車直接支援小隊
偵察直接支援小隊

### その他
教育隊には小隊に準ずる編成として区隊と呼ばれるものが編成されている。

## 軍以外の組織
消防、警察など、軍隊以外の組織においても小隊は存在する。組織構造としては軍のそれと同様に上部に中隊を持ち、下部に分隊となるが、人数は組織によって様々である。例えば東京消防庁の小隊であれば、6名前後の小隊が見られるが、人数に定義を有さない場合もある。一方、警察の場合は部課制を採っている機関が多く、小隊は機動隊にのみ存在する。管区機動隊の場合、小隊長（警部補）のもと、伝令（巡査）および3個分隊（巡査部長1名および巡査3 - 4名）から編成される。
軍隊用語を使用しているキリスト教会の救世軍は、伝道施設としての教会を「小隊」と称し、牧師を「小隊長」と称している。